# Rokitnik (Kiwity)
Rokitnik (deutsch Thegsten) ist ein Ort in der polnischen Woiwodschaft Ermland-Masuren. Er gehört zur Gmina Kiwity (Landgemeinde Kiwitten) im Powiat Lidzbarski (Kreis Heilsberg).

## Geographische Lage
Rokitnik liegt an der Pisa (deutsch Pissa, auch: Dost) in der nördlichen Mitte der Woiwodschaft Ermland-Masuren, 15 Kilometer östlich der Kreisstadt Lidzbark Warmiński (deutsch Heilsberg).

## Geschichte
Das einstige Dorf Tegsten – nach 1785 Techsten genannt – wurde 1874 in den neu gebildeten Amtsbezirk Wuslack (polnisch Wozławki) im ostpreußischen Kreis Heilsberg eingegliedert. Im Jahre 1885 zählte das Dorf 156 Einwohner, im Jahre 1910 waren es 178.
Am 30. September 1928 vergrößerte sich Thegsten, als der Nachbarort Mengen (polnisch Mirosław) eingemeindet wurde. Die Einwohnerzahl belief sich nunmehr im Jahre 1933 auf 243 und im Jahre 1939 auf 251.
Als 1945 in Kriegsfolge das gesamte südliche Ostpreußen an Polen abgetreten wurde, bekam Thegsten die polnische Namensform „Rokitnik“. Heute ist der Ort Teil der Landgemeinde Kiwity (Kiwitten) im Powiat Lidzbarski (Kreis Heilsberg), von 1975 bis 1998 der Woiwodschaft Olsztyn, seither der Woiwodschaft Ermland-Masuren zugehörig. Im Jahre 2021 belief sich die Einwohnerzahl Rokitniks auf 118.

## Kirche
Bis 1945 war Thegsten in die evangelische Kirche Bischofstein in der Kirchenprovinz Ostpreußen der Kirche der Altpreußischen Union, außerdem in die römisch-katholische Kirche in Kiwitten (polnisch Kiwity) im damaligen Bistum Ermland eingepfarrt.
Rokitnik gehört heute auch noch zur Pfarrei Kiwity, die nunmehr dem Erzbistum Ermland zugeordnet ist. Die evangelischen Einwohner Rokitniks halten sich zur Kirche in Bartoszyce (Bartenstein), einer Filialkirche der Johanneskirche in Kętrzyn (Rastenburg) in der Diözese Masuren der Evangelisch-Augsburgischen Kirche in Polen.

## Verkehr

### Straße
Rokitnik liegt verkehrstechnisch günstig an der Woiwodschaftsstraße 513, die die westliche Woiwodschaft Ermland-Masuren durchzieht und an der Landesstraße 57 (frühere deutsche Reichsstraße 128) bei Wozławki (Wuslack) endet. Von der Stadt Bisztynek (Bischofstein) führt eine Nebenstraße direkt in den Ort, ebenso auch von dem Nachbarort Mirosław (Mengen).

### Schiene
Über einen Bahnanschluss verfügt Rokitnik heute nicht mehr. Von 1904 bis 1945 war das Dorf Bahnstation an der Bahnstrecke Schlobitten–Wormditt–Heilsberg–Bischdorf–Rößel–Rastenburg–Angerburg, die in Kriegsfolge nicht mehr befahren und damit aufgegeben wurde. Hieß die Bahnstation bis 1945 Thegsten, so nannte man sie in Polen von 1945 bis 1947 Tyst und ab 1947 Rokitnik.